# Flanel

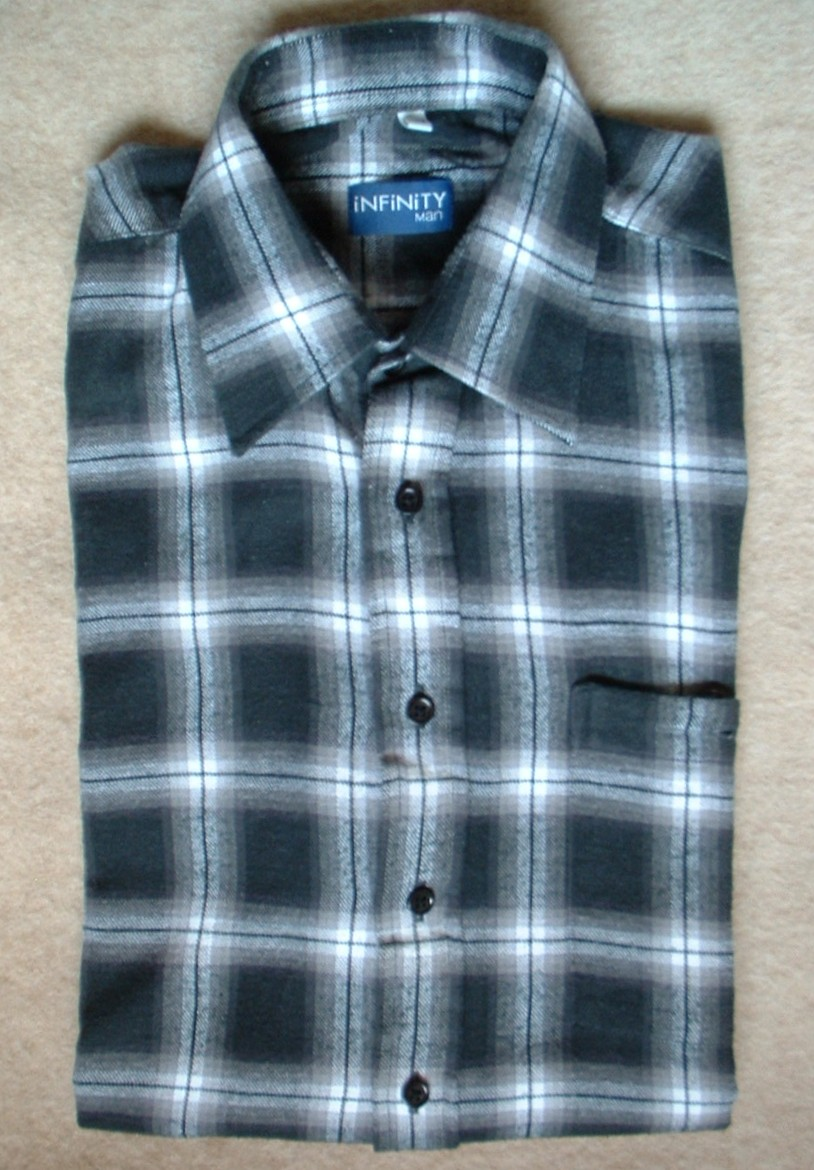
Flanellen overhemd

Flanel (uitspraak: [flɑˈnɛl]) is een textielsoort die gemaakt is van los gesponnen garen dat geweven is in een linnen- of keperbinding. Meestal is het een één- of tweezijdig geruwde katoenen stof, maar flanel kan ook van synthetische vezels worden gemaakt, of samengesteld zijn uit verschillende vezels. Oorspronkelijk was flanel van wol gemaakt. De stof wordt vaak gebruikt voor beddengoed, pyjama's en overhemden. Flanel vindt zijn oorsprong in Wales, waar het vanaf de zeventiende eeuw werd vervaardigd.

## Flannel
Flannel (uitspraak: [ˈflɛnəl]) is een totaal andere stof. Deze wollen stof uit kam- of strijkgarens wordt gebruikt voor rokken, lange broeken en herenkostuums. De stof uit kamgarens wordt alleen maar gevold terwijl de stof uit strijkgarens wordt geruwd en gevold.